# Sifes
Sifes o Tifa (Siphae, Σῖφαι) fou una ciutat de Beòcia a la costa del golf de Corint. El seu nom derivaria de Tifis, el pilot dels argonautes. En temps de Pausànies els habitants ensenyaven el lloc on el vaixell Argo havia ancorat a la tornada del seu viatge. Pausànies també esmenta un temple d'Hèracles en el que es feia un festival anyal. És descrita com a dependència de Tèspies per Tucídides, Apollonius Rhodius i Esteve de Bizanci.
Se suposa que era a la moderna Alikés o bé a Sarándi prop d'on hi ha un monestir dedicat a Sant Taxiarques amb les restes d'una antiga ciutat grega.